# Gheorghe Țițeica
Gheorghe Țițeica (n. 4/16 octombrie 1873, Turnu Severin, Mehedinți, România – d. 5 februarie 1939, București, România) a fost un matematician și pedagog român, profesor la Universitatea din București și la Școala Politehnică din București, membru al Academiei Române și al mai multor academii străine, doctor honoris causa al Universității din Varșovia.
Este tatăl fizicianului Șerban Țițeica.
Concepte ca: Problema piesei de cinci lei (Teorema lui Țițeica), suprafață Țițeica sau curbă Țițeica îi poartă numele.

## Biografie
A urmat școala primară în orașul natal, iar liceul la Craiova, unde a început să se remarce pentru interesul acordat matematicii.
De asemenea, la examenul de bacalaureat de la 1 septembrie 1892 s-a evidențiat prin răspunsurile date.
A intrat pe primul loc la Școala Normală Superioară din București și apoi a urmat secția matematici la Facultatea de Științe de la Universitatea din București.
Dintre profesorii de acolo, cel mai mult l-a impresionat Spiru Haret, despre a cărui viață și operă va scrie mai târziu.
În 1895 obține licența în matematici și este numit profesor suplinitor la Seminarul „Nifon”.
În anul următor, după ce promovează examenul de capacitate pentru profesorii universitari de matematică, pleacă la studii la Paris, fiind al patrulea român la École Normale Supérieure.

## Activitate științifică
Fost student al profesorului francez Gaston Darboux, Gheorghe Țițeica s-a ocupat în special cu studiul rețelelor din spațiul cu n dimensiuni, definite printr-o ecuație a lui Laplace. Este creator al unor capitole din geometria diferențială proiectivă și afină, unde a introdus noi clase de suprafețe, curbe și rețele care îi poartă numele. Prin numeroasele lucrări de matematică elementară și de popularizare a științei, pe care le-a publicat de-a lungul întregii sale vieți, a contribuit la ridicarea nivelului învățământului matematic din România.
Împreună cu Ion Ionescu, A. Ioachimescu și V. Cristescu, a înființat revista Gazeta matematică, iar cu D. Pompeiu a editat revista Mathematica. 
În 1905, împreună cu G.G. Longinescu va înființa publicația "Natura, revistă științifică de popularizare". G. G. Longinescu, directorul acestei publicații pâna la moartea sa în 1939, anunța deja în primul număr obiectivul acestei reviste : "adevărată hrană pentru minte, care să potolească foamea de știință și în care ne vom feri să punem spumă goală care amăgește și nu ține de saț sau pietriș care cade greu și nu se mistuiește".
Datorită lucrărilor sale de geometrie diferențială, publicate în diferite periodice de profil, devine celebru în lumea științifică și este ales ca președinte al secției de geometrie la diferite congrese.
A fost ales membru corespondent sau membru al mai multor academii din mai multe țări.
În mai multe rânduri a fost ales președinte al Societatea de Științe Matematice și al Societății Române de Științe.
Este o personalitate marcantă din istoria AGIR.
Astfel, la 15 mai 1913 devine membru titular al Academiei Române, în 1928 vicepreședinte, iar în anul următor secretar general al prestigiosului for științific.

## Opera principală
- Geometria diferențială proiectivă a rețelelor, 1924
- Culegere de probleme, 1929
- Introducere în geometria diferențială proiectivă a curbelor, 1931
- Curs de geometrie analitică, 1931[8]

## Bibliografie

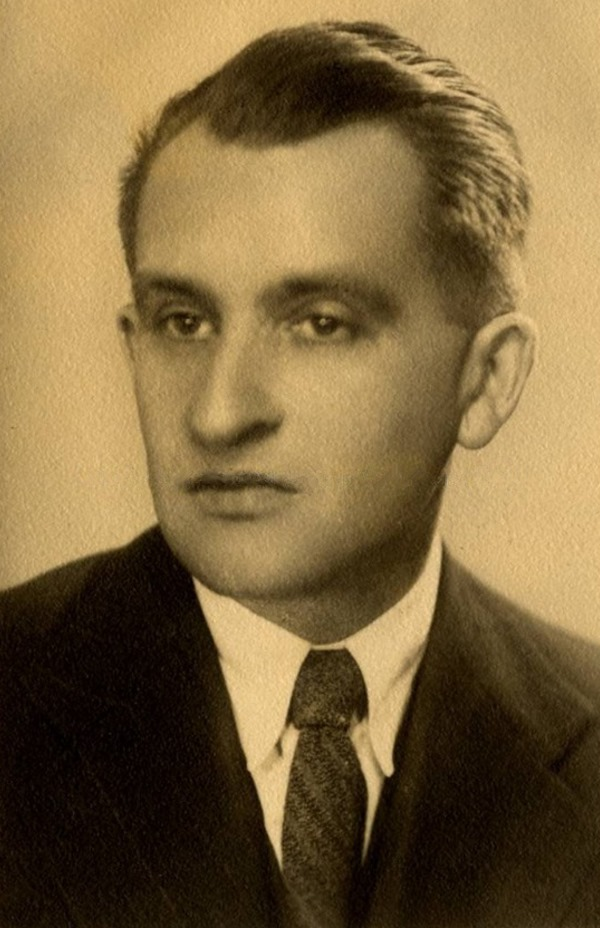
Radu Țițeica

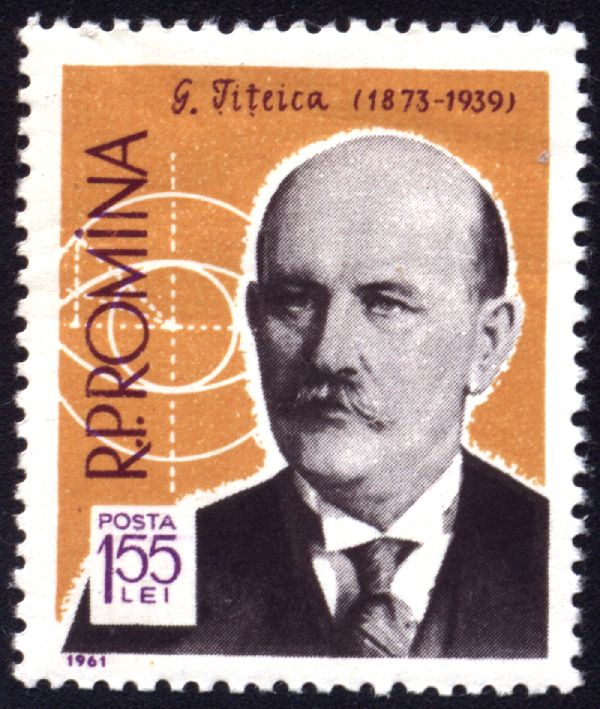
Timbru românesc cu imaginea lui Gheorghe Țițeica.